# Коловрати
Коловрáти (чес.: Kolovratové, старочес.: Kolowratové) — давній богемський аристократичний, панський рід, що походив із Центральної Чехії. Історія роду сягає XIII ст., походить від шляхетської родини Яновичів.

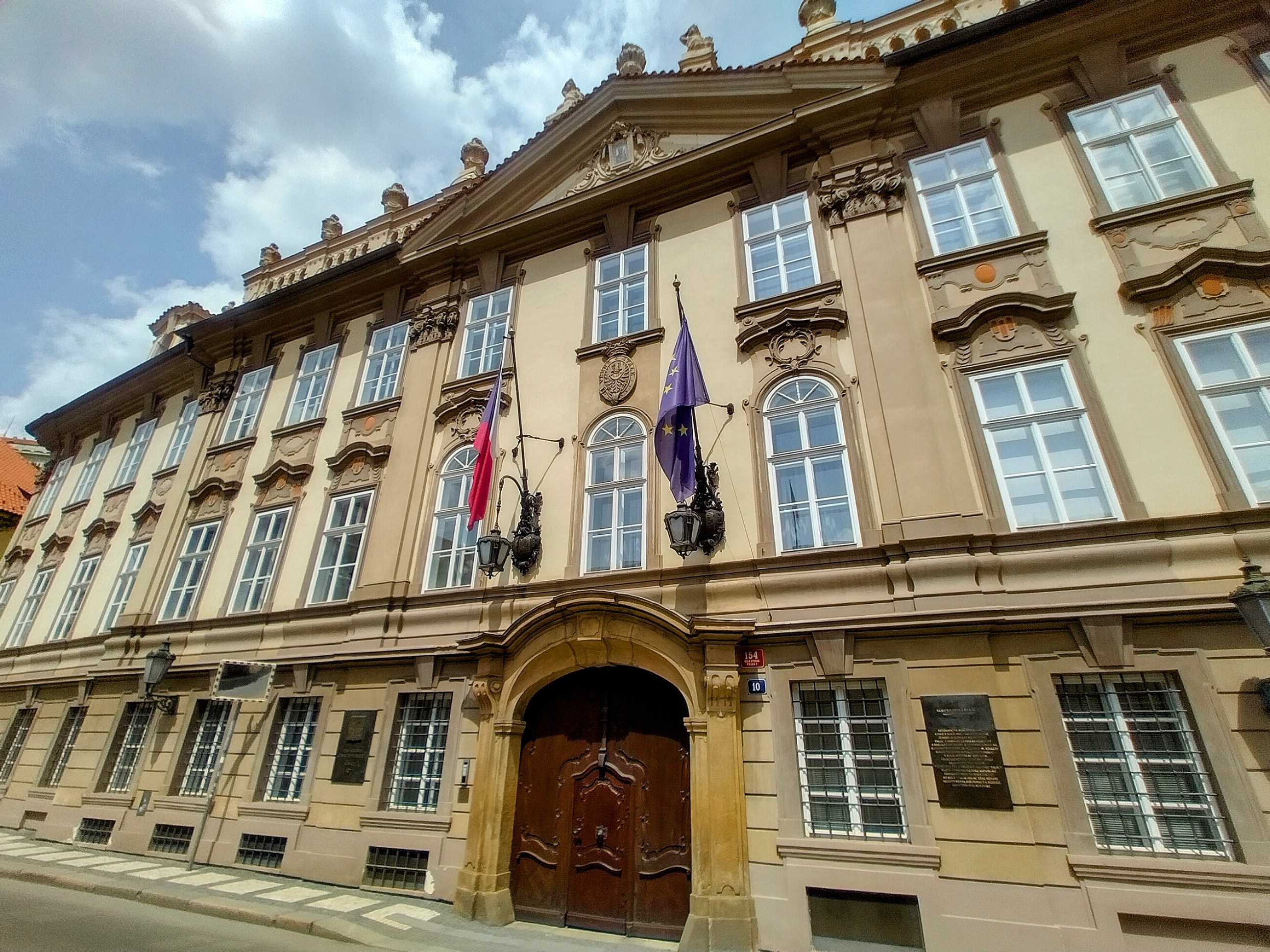
Коловратський палац у Празі

Представники родини Коловратів відіграли значну роль в історії та політиці не лише Чехії, а й усієї Центральної Європи. Ряд представників родини Коловратів підтримували мистецтво, культуру, освіту, розвиток економіки та будівництва, брали участь в політичному та соціальному розвитку краю. Серед них є носії спадкових імператорських і чеських графських  титулів, кавалери Ордену Золотого Руна, багато з них також отримали високі військові, імператорські чи папські нагороди. Члени роду займали різні важливі урядові посади. Серед них є фельдмаршали, прем'єр-міністри, верховні канцлери, королівські намісники, губернатори, посли, архієпископи, а також прихильники чеського національного відродження.

## Історія
Згідно Далімілового літопису першопредком роду Коловратів був Лучанський князь Властислав. Згідно з переказами, рід Коловратів походить з кінця XIII ст., а його колискою є село Коловрат біля Угржиневсі, біля Праги, де колись стояла фортеця. Зосимир із Коловрата та Пругоніц згадується у 1297 році. 
Альбрехт Старший, предки якого походили з села Коловрат, вважається першим історично задокументованим паном з Коловрата. Гетьман і маршал королеви Анни Свидницької (дружини Карла IV), асесор провінційного та придворного феодальних судів увійшов в історію 1347 року, коли був записаний як свідок при продажу Рожміталя. Від трьох дружин він мав восьмеро дітей, шестеро з яких були синами, що заклали основи цього знатного роду. У 1373 році Альбрехт з Коловрата засновує в Рочові августинський монастир Успіння Діви Марії, де він був похований.
Протягом XIV і XV ст. рід Коловратів розділився на вісім сімейних гілок, які походять від синів Альбрехта з Коловрата. 
- Коловрати-Лібштейни (кінець XIV ст. — 1861 р.)
- Коловрати-Новоградські (кінець XV ст. — 1802 р.)
- Коловрати-Бездружицькі (поч. XV ст. — 1642 р.)
- Коловрати-Маштовські (середина XV ст. — 1623 р.)
- Коловрати-Чорноницькі (поч. XV ст. — 1534 р.)
- Коловрати-Корнгаузькі (кінець XIV ст. — 1511/20 р.)
- Коловрати-Жегровицькі (поч. XIV ст. — 1473 р.)
- Коловрати-Краковецькі або Краковські (Kolowrat-Krakowští), що мали палац в містечку Краковець. Єдина гілка, представники якої дожили до XXI ст.

Зденек Лев Коловрат-Лібштейнський (1588–1640) був першим, хто отримав титул графа Священної Римської імперії 15 квітня 1624 року.
Зденек Коловрат-Новоградський (†1658) був зведений у ранг графа Священної Римської імперії 4 жовтня 1653 року.
Вілем Альбрехт Коловрат-Краковський (1600–1688) отримав статус графа Священної Римської імперії 25 серпня 1671 року, а 14 листопада 1674 року — титул Чеського графа.
З 1945 року, під час радянської влади представники роду виїхали в еміграцію або були знищені комуністичним режимом.
Після 1989 року Їндрих Коловрат-Краковський (1897–1996) був першим із нащадків, який у супроводі свого молодшого сина Франтішека Томаша (1943–2004) повернувся до тодішньої Чехословаччини з еміграції в США. Після повернення майна він здав Коловратський палац в оренду Національному театру за символічну 1 крон на рік. Граф Їндржіх помер 1996 року та призначив Франтішека Томаша єдиним спадкоємцем і розпорядником сімейного майна.
Франтішек Томаш одружився з Домінікою, уродженою Перутковою, мав сина Максимиліана Олександра (*1996), і доньку Франческу Домініку (*1998). Після передчасної смерті графа Франтішека Томаша у 2004 році, пані Домініка Коловрат-Краковська бере на себе адміністрування родинного майна з посади управителя. Разом зі своїми дітьми Максиміліаном і Франческою вона заснувала фонд Коловратів 26 лютого 2008 року з нагоди 65-річчя Франтішека Томаша. Дотримуючись історичної традиції родини Коловрат-Краковських, діяльність фонду спрямована на сферу культури, освіти та прав людини, на підтримку людей у складних соціальних ситуаціях та надання соціальних та медико-соціальних послуг. 
У квітні 1992 року, відповідно до Закону про реституцію, замок у Рихнові-над-Княжноу разом із колекціями, замок у Черніковіцах, а в серпні 1992 року землі, тобто ліси та сільськогосподарські угіддя, були повернуті іншому представнику роду — Криштофу Ярославу Коловрату-Краковському-Лібштайнському (1927–1999). Його спадкоємцем є син Ян Егон (*1958), що також має сина Пилипа Яна Мікулаша Коловрат-Краковського-Лібштайнського (* 24 липня 2001, Відень), який має австрійське та чеське громадянства.

## Герб

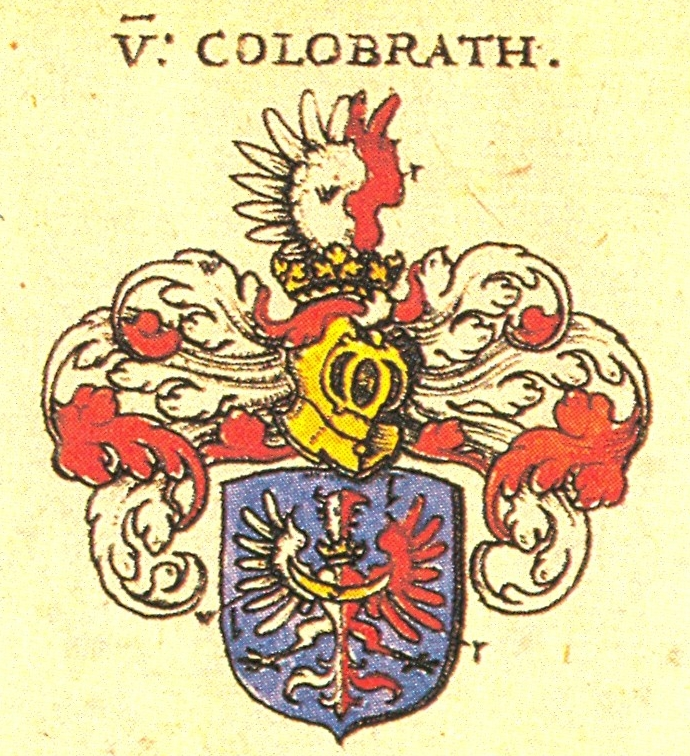
Герб Коловрата за герольдом Йоганном Зібмахером (1605)
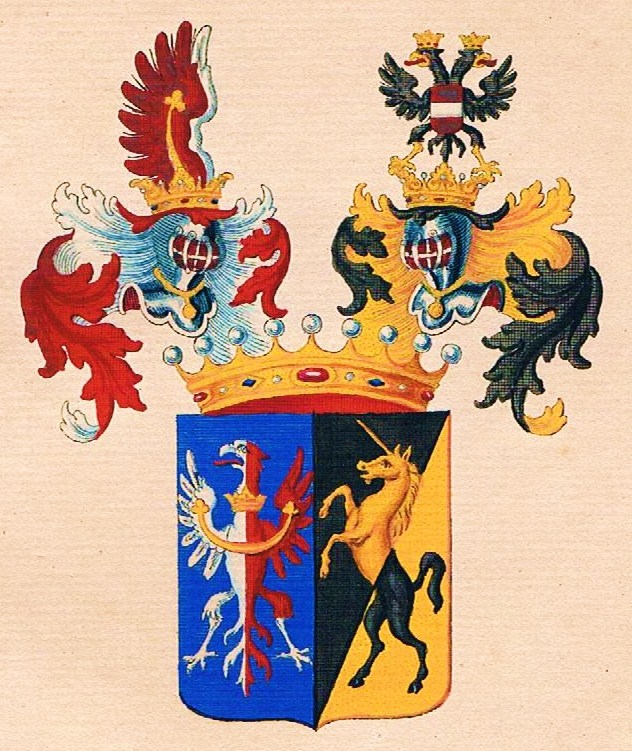
Герб графів Коловрат-Краковських, вільних панів з Уєзда
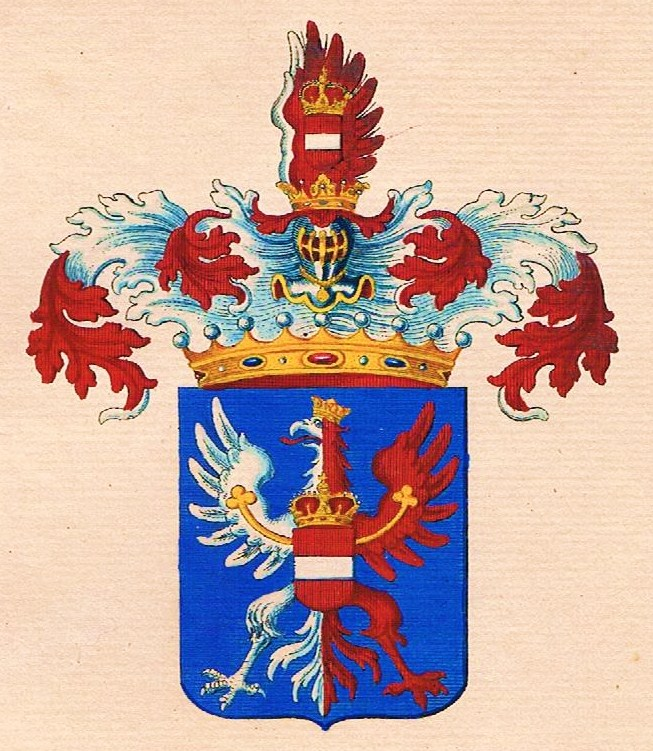
Герб графів Коловрат-Лібштейнських
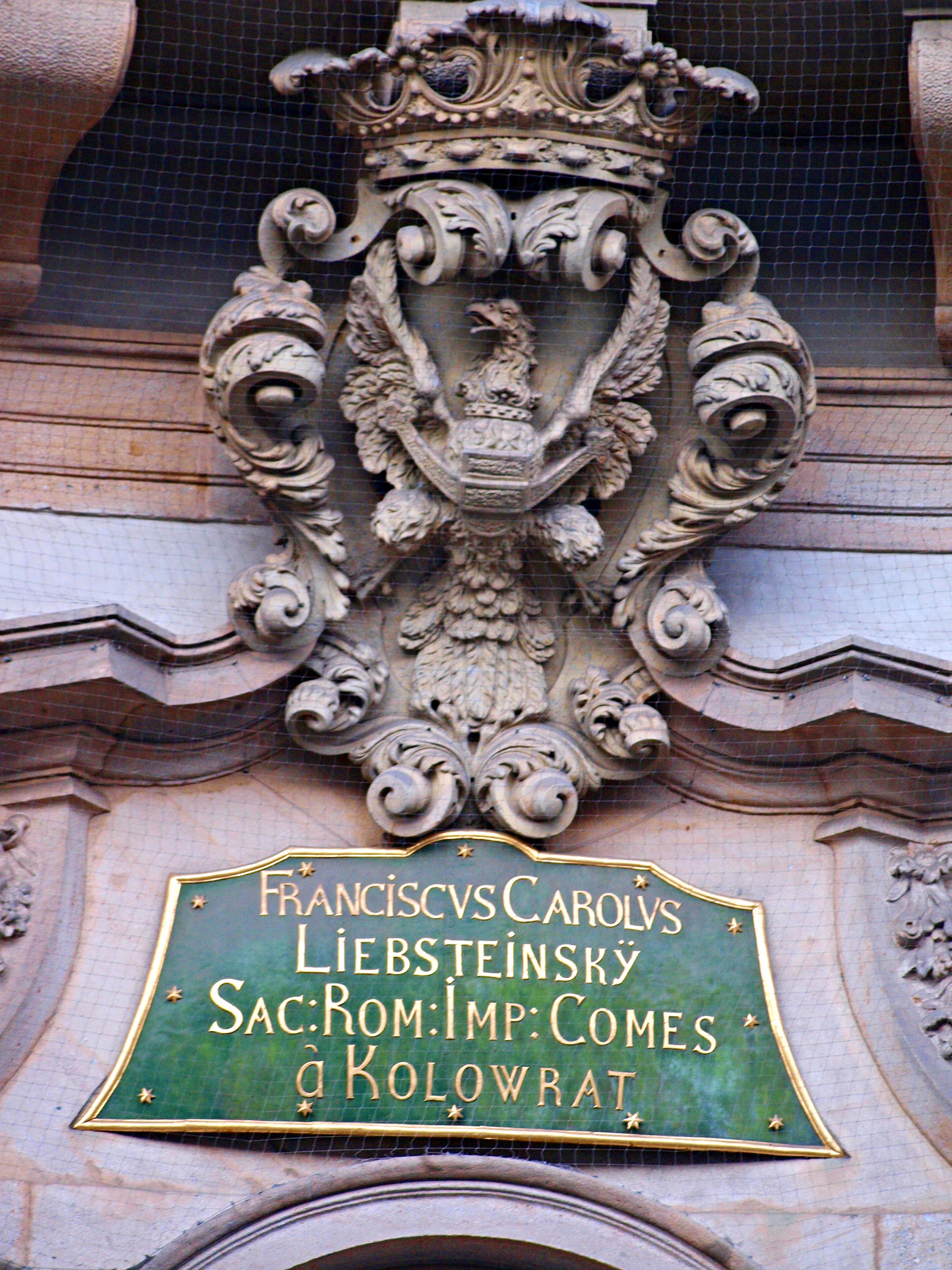
Герб рейхсграфа Франтішека Карела Коловрат-Лібштейнського на костелі Святого Миколая
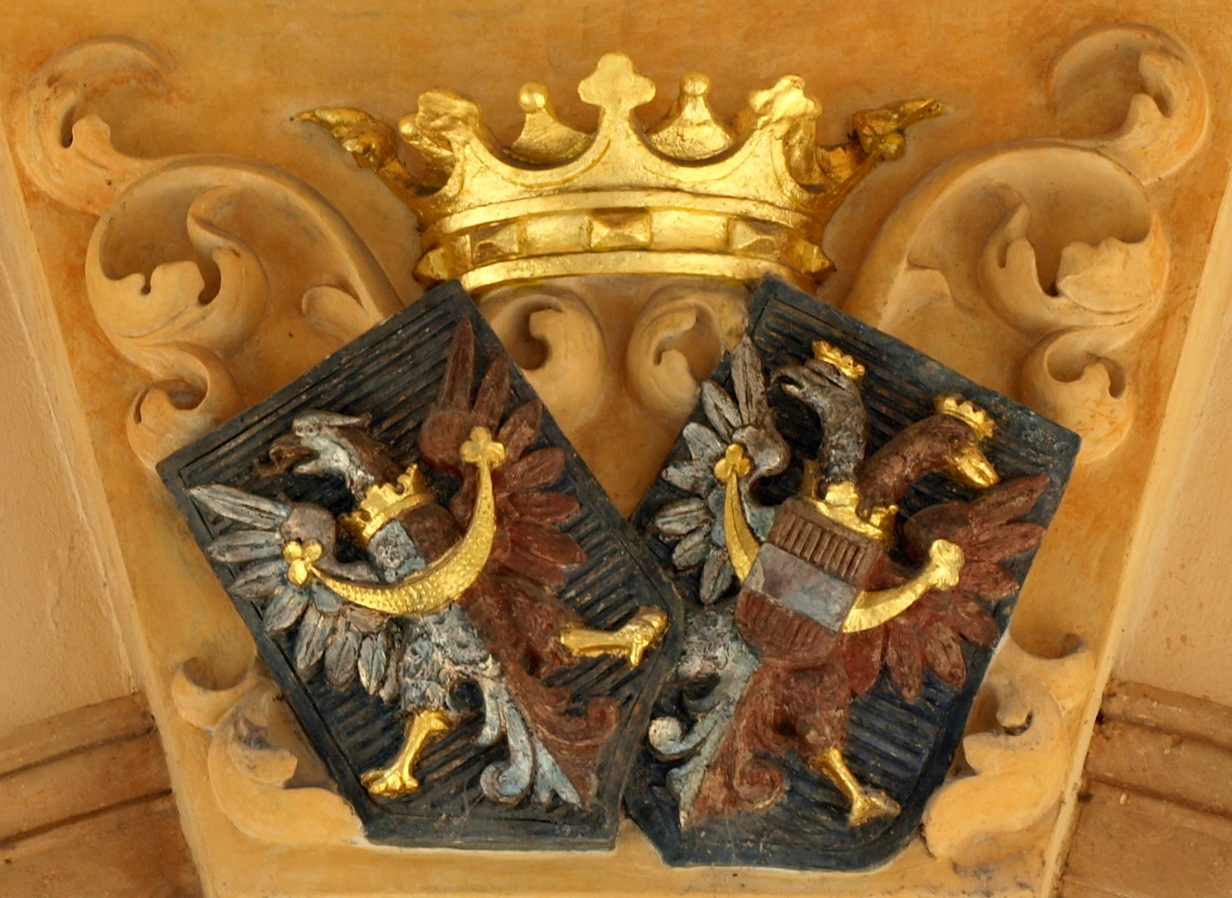
Герб Коловратсько-Краківського Коловратсько-Новоградського союзу на Новому Коловратському палаці в Празі на вулиці Наприкопі